# Jack Pyc
Jack Pyc, właśc. Jacek Remigiusz Pyć (ur. 17 lipca 1972 we Wrocławiu) – kanadyjski bobsleista (hamulcowy). Wicemistrz Świata w bobslejowych dwójkach w 1995 roku w Winterbergu (pilot: Pierre Lueders). Uczestnik Igrzysk Olimpijskich w Albertville, Lillehammer i Nagano, największym sukcesem na Igrzyskach było 9. miejsce w czwórkach w 1998 roku. Studiował na Southern Alberta Institute of Technology.

## Igrzyska Olimpijskie
Jack Pyc zadebiutował w Igrzyskach Olimpijskich w 1992 roku w Albertville, (skład czwórki Dennis Marineau, Chris Farstad, Jack Pyc, Sheridon Baptiste). Podczas zawodów doszło do niecodziennej sytuacji. Podczas trzeciego biegu, Pyc zsunął się z sań na początku zjazdu. Zawodnikowi nie udało się wrócić do bobsleja⁣, przez co zespół został zdyskwalifikowany. Podobny przypadek, wypadnięcia z bobsleja, miał Oleksandr Bortiuk, reprezentujący Wspólnotę Niepodległych Państw, jednakże udało mu się wrócić do bobsleja.
Mimo tej wpadki Jack Pyc reprezentował Kanadę na kolejnych dwóch Igrzyskach Olimpijskich zdobywając w Lillehammer 12. miejsce (skład Pierre Lueders, David MacEachern, Jack Pyc, Pascal Caron) w czwórkach oraz w Nagano 12. w dwójce (pilot Chris Lori) i 9. w czwórce (skład Pierre Lueders, Ricardo Greenidge, Jack Pyc, David MacEachern).